# William Friedkin
William Friedkin (29. srpna 1935 Chicago – 7. srpna 2023 Los Angeles) byl americký filmový režisér, producent a scenárista obvykle přiřazovaný ke generaci Nového Hollywoodu. Svou kariéru začal v 60. letech 20. století jako dokumentarista, později začal točit i hrané filmy. Jím režírovaný film Francouzská spojka (1971) získal čtyři Oscary, včetně Oscara za nejlepší film a Oscara za nejlepší režii pro samotného Friedkina, na další tři byl nominován. Jeho další film Vymítač ďábla (1973) získal jednoho Oscara a na dalších osm byl nominován, včetně Oscara za nejlepší film a Oscara za nejlepší režii. Žádný z jeho dalších filmů nedosáhl takového úspěchu jako tyto dva.
Mezi jeho další známé filmy patří Mzda strachu (1977), Na lovu (1980), Žít a zemřít v L.A. (1985), Chůva (1990), Jade (1995), Dvanáct rozhněvaných mužů (1997), Krvavá volba (2000), Štvanec (2003) a Zabiják Joe (2011).
Narodil se v Chicagu jako syn Louise a Rachel Friedkinových. Otec byl poloprofesionální hráč softballu, námořník a prodavač pánského oblečení. Jeho matka byla zdravotní sestra. Oba rodiče byli židovští emigranti z území dnešní Ukrajiny.
Po základní a střední škole začal pracovat pro místní televizi WGN-TV, nejprve třídil poštu, po dvou letech však začal i režírovat televizní pořady a dokumenty. Jeho dokument The People vs. Paul Crump z roku 1962 vyhrál cenu na filmovém festivalu v San Franciscu a zajistil mu zájem producentů. V roce 1965 se přesunul do Hollywoodu, v roce 1967 pak měl premiéru jeho první celovečerní Dobré časy, kde hlavní role hrálo duo Sonny & Cher.
Kromě Oscara za nejlepší režii za Francouzskou spojku získal dva Zlaté glóby za nejlepší režii (taktéž za Francouzskou spojku a za Vymítače ďábla) a několik Cen Saturn. Byl také oceněn na festivalu v Cannes či Benátském festivalu, v roce 2014 obdržel cenu za mimořádný umělecký přínos kinematografii na MFF v Karlových Varech.
Byl čtyřikrát ženatý. Jeho první manželkou byla francouzská herečka Jeanne Moreau (1977–1979), druhou britská herečka Lesley-Anne Downová (1982–1985), třetí americká novinářka Kelly Lange (1987–1990) a poslední americká manažerka a producentka Sherry Lansing (od 1991 do jeho smrti). Měl syna Cedrika (* 1976) ze vztahu před prvním manželstvím a syna Jacka (* 1982) z druhého manželství. Zemřel 7. srpna 2023 v Los Angeles ve věku 87 let, tři týdny před 88. narozeninami.